# El Chinchorro
El Chinchorro är en ort i Mexiko.   Den ligger i kommunen Pinos och delstaten Zacatecas, i den centrala delen av landet, 400 km nordväst om huvudstaden Mexico City. El Chinchorro ligger 2 016 meter över havet och antalet invånare är 158.
Terrängen runt El Chinchorro är huvudsakligen platt, men norrut är den kuperad. El Chinchorro ligger nere i en dal. Runt El Chinchorro är det ganska glesbefolkat, med 21 invånare per kvadratkilometer. Närmaste större samhälle är Santiago, 17,0 km söder om El Chinchorro. Omgivningarna runt El Chinchorro är i huvudsak ett öppet busklandskap.